# 阿霍 (北卡羅萊納州)
阿霍（英語：Aho）是位於美國北卡羅萊納州沃托加縣的非建制地區。

## 歷史
阿霍的郵局於1886年設立，其後於1905年停運。

## 地理
阿霍所處的海拔為高於海平面1147米（即3763英呎），而該地所採用的時區為UTC-5，即北美东部时区（EST）。同時該地設有夏令時間，為UTC-5調快一小時，即UTC-4（EDT）。